# Mojimir Čačija
Mojimir Čačija je producent klapskog pjevanja, skladatelj i voditelj klape Sinj.
Kao student je u Zagrebu bio jedan od osnivača sastava Alkari s kojim je nastupao na tadašnjim plesnjacima. Tu ga primjećuje Mate Mišo Kovač i poziva u svoj sastav s kojim je nastupa nekoliko godine. Nakon toga vodi gradski zbor u Sinju s kojim paralelno nastaje klapa Sinj. Od 1982. je u klapi Sinj gdje je voditelj i pjevač (bariton). Osim toga voditelj je i mješovite klape Hrvace, te umjetnički voditelj festivala Klape Gospi Sinjskoj i Ne damo te, pismo naša koji se održava svake godine na poljudskom stadionu. Autor je vokalnog aranžmana za pjesmu Mižerja koja predstavlja Hrvatsku na izboru za Pjesmu Eurovizije 2013. godine. Također je zaslužan za odabir članova Klape s mora koja je otpjevala pjesmu. Dobitnik je brojnih domaćih i međunarodnih nagrada i priznanja.
Kao mladić igrao je nogomet u sinjskom Junaku.
Od 2013. redoviti je član žirija festivala klapske pisme u Posušju.